# 伊勢屋小兵衛
伊勢屋 小兵衛（いせや こへえ、生没年不詳）とは江戸時代の江戸にあった地本問屋である。

## 来歴
幕末に江戸の池之端仲町において地本問屋を営業している。歌川国芳の作品にその名がみられる。
なお、新伊勢屋小兵衛は二代目か。

## 作品
- 歌川国芳 『見立地獄尽』
- 歌川国芳『海山名産尽』[2]。